# Sempervivum pittonii
Sempervivum pittonii és una espècie de planta amb flors de la família de les crassulàcies (Crassulaceae) del gènere Sempervivum.

## Descripció
Sempervivum pittonii és una petita suculenta que forma rosetes subgloboses de fulles verdes, densament peludes i atapeïdes amb puntes de color porpra fosc o marró vermellós. Les rosetes creixen fins a 5 cm de diàmetre, i produeixen estolons de fins a 3 cm de llarg i formen catifes denses. Les fulles són oblongues-espatulades a lanceolades-obovades, de fins a 2,5 cm de llarg i fins a 0,7 cm d'ample. Les flors tenen forma d'estrella, de 9 a 12 flors, de fins a 2,5 cm de diàmetre, amb pètals totalment grocs verdosos, filaments grocs pàl·lids i anteres grogues. Apareixen en grups sobre tiges erectes, frondoses i de fins a 20 cm d'alçada a l'estiu. La roseta mor després de la floració, però seus fillols asseguren que la planta continuï.
El nombre de cromosomes és de {\displaystyle 2n=64}.

## Distribució i hàbitat
Sempervivum pittonii és natiu als Alps orientals. És una planta perenne suculenta i creix principalment al bioma temperat.

## Taxonomia
Sempervivum pittonii va ser descrita per Heinrich Wilhelm Schott, Carl Frederik Nyman i Carl Georg Theodor Kotschy i publicat a Analecta Botanica 19, a l'any 1854.
Etimologia
Sempervivum: nom compost per a dues paraules llatines Semper ("sempre") i vivus ("vivent"). Són Sempervivum a causa de ser plantes perennes que mantenen les fulles a l'hivern, i ser força resistents a condicions dificultoses de creixement.
pittonii: epítet en honor del botànic austríac i primer en trobar l'espècie Josef Claudius Pittoni (1797-1878).